# Kuvait
Kuvait monarchia Délnyugat-Ázsiában, a Perzsa-öböl partján, amely délen Szaúd-Arábiával, északon pedig Irakkal határos. 
Területe Magyarországénak durván egyötöde.
A Perzsa-öböl legtöbb más arab államaihoz hasonlóan Kuvait is egy emírség, ahol az olajban gazdag országot az emír irányítja a koronaherceg és a miniszterelnök segítségével alkotmányos módon. Az uralkodó el-Szabah család uralja az ország politikai rendszerét.
A kőolaj 1938-as felfedezése előtt a régióban regionális kereskedelmi kikötő volt. 1946 és 1982 között az ország nagyszabású modernizáción ment keresztül, amely nagyrészt a kőolajkitermelésből származó bevételen alapult. Az 1980-as években azonban a geopolitikai instabilitás időszakát és a tőzsdei összeomlást követő gazdasági válságot élte át. 1990-ben Irak megszállta Kuvaitot, majd Szaddám Husszein vezetésével annektálta azt. Az iraki megszállás 1991. februárjában ért véget, az Egyesült Államok és számos más nemzet vezette koalíció katonai beavatkozását követően. 
Kuvait jelentős kőolajkitermelő, a Kőolaj-exportáló Országok Szervezetének (OPEC) tagja. Az apró országnak nincsenek állandó vízfolyásai vagy tavai; a talajvíz az egyetlen természetes vízforrás.

## Földrajz

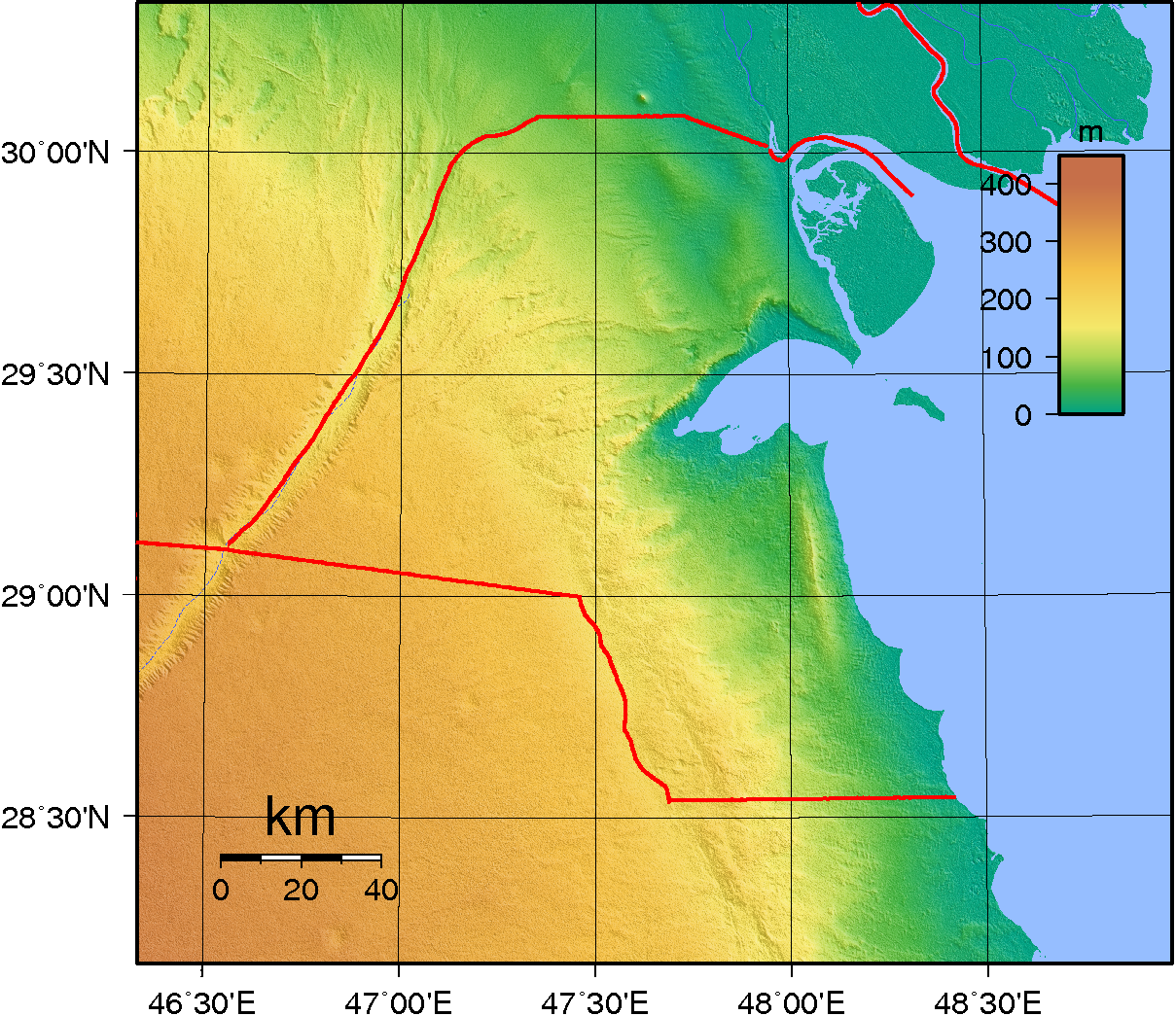
Kuvait domborzati térképe

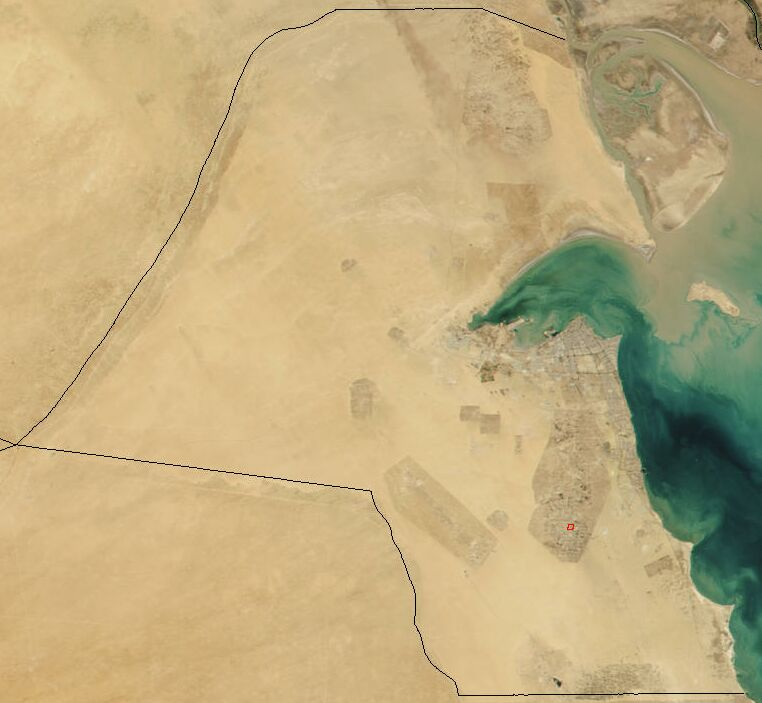
Az ország műholdas képe

Az Arab-félsziget északkeleti sarkában található Kuvait területét tekintve a világ egyik legkisebb országa. Az északi szélesség 28° és 31°, valamint a keleti hosszúság 46° és 49° között fekszik.
Északon és nyugaton Irakkal (240 kilométer közös határ), délen Szaúd-Arábiával (222 kilométer), keleten pedig a Perzsa-öböllel (499 kilométer) határos.

### Domborzat
Nincsenek nagy magasságkülönbségek, a legmagasabb pontja 306 m magas a tenger szintje felett. Kilenc sziget tartozik hozzá, egy kivételével lakatlanok. A legnagyobb a Bubiyan-sziget (860 km²). Ez is lakatlan, de egy 2380 méter hosszú híddal összekötötték a szárazfölddel.

### Vízrajz
Kuvaitban nincs semmiféle természetes tó vagy patak.

### Éghajlat
Sivatagi éghajlata van. Az éjszaka és a nappal között nagy a hőingadozás.
Az évi átlagos csapadék mennyisége 100–200 mm közötti, ennek legnagyobb része a téli hónapokban hull le. A csapadék mennyisége rendszertelen, és évről évre változik.
Télen a hőmérséklet átlaga 13 °C körüli, éjjel fagyhat is, de nappal többnyire tavaszias meleg van. A szél többnyire északnyugati, de nyáron délkeletire fordulhat. Ez a szél nagyon meleg és párás levegőt hoz, de nem okoz esőt.
A nyári hónapokban gyakran fordulnak elő porviharok és a hőmérséklet néha még árnyékban is eléri az 50 °C-ot.
A globális felmelegedés miatt egyre magasabb hőmérsékleteket mérnek és a régió gyorsan közelít ahhoz a ponthoz, hogy lakhatatlan legyen.
| Hónap                                                            | Jan. | Feb. | Már. | Ápr. | Máj. | Jún. | Júl. | Aug. | Szep. | Okt. | Nov. | Dec. | Év   |
| ---------------------------------------------------------------- | ---- | ---- | ---- | ---- | ---- | ---- | ---- | ---- | ----- | ---- | ---- | ---- | ---- |
| Átlagos max. hőmérséklet (°C)                                    | 19,5 | 21,8 | 26,9 | 33,9 | 40,9 | 45,5 | 46,7 | 46,8 | 43,7  | 36,6 | 27,8 | 21,9 | 34,4 |
| Átlagos min. hőmérséklet (°C)                                    | 8,5  | 10,0 | 14,0 | 19,5 | 25,4 | 28,9 | 30,7 | 29,5 | 26,2  | 21,5 | 14,5 | 9,9  | 19,9 |
| Átl. csapadékmennyiség (mm)                                      | 30   | 11   | 18   | 12   | 0    | 0    | 0    | 0    | 0     | 1    | 19   | 26   | 116  |
| Havi napsütéses órák száma                                       | 198  | 223  | 217  | 228  | 272  | 303  | 306  | 300  | 285   | 251  | 216  | 192  | 2991 |
| Forrás: World Meteorological Organization, Hong Kong Observatory |      |      |      |      |      |      |      |      |       |      |      |      |      |

### Élővilág, természetvédelem
Kuvait eredetileg sivatag, a tengerparton gyér növényzettel.
Az 1991-es öbölháborúban felgyújtott olajkutak súlyos kárt okoztak a természeti környezetben. A kiömlő olaj nagy tócsákba gyűlt, ezek teljes felülete 35,7 km² volt. A korom és az olajcseppek nagy területeket borítottak be. Homokkal keveredve aszfaltszerű anyag keletkezett. Ez teljesen lakhatatlanná tette az ország keleti és délkeleti részét. A tengerbe is sok olaj ömlött, károsítva a környező vizek élővilágát.

#### Nemzeti parkjai
- Jal az-Zor Nemzeti Park egy tengerbe nyúló félszigeten fekszik, madárvilága érdekes.[12]

## Történelem
Kuvaitot a 16. században alapították, amikor az Ál Anisza törzs számos klánja vándorolt a Perzsa-öböl északi partjára a Nedzsdből, éhség sújtotta arábiai hazájukból. A mai Katar területén telepedtek le több mint 60 éven keresztül, majd tengerre szállva a Hader szigetére vándoroltak, ahol egy kis erődöt (kút; kicsinyített alakja a névadó kuvajt) alapítottak. Kuvait nem volt része sem az Abbászida Kalifátusnak, sem az Oszmán Birodalomnak, mivel ebben az időben csak egy jelentéktelen kis falu volt, és ez biztosította számára az autonómiát. Az ország mai vezetői I. Szabáhtól származnak, akit a főleg kereskedőkből álló közösség választott. Feladataik közé tartozott az állam ügyeinek intézése, az adók és a vámok kiszabása. Másképp történt a Perzsa-öböl többi arab emírségével, ott az uralkodók erővel szerezték meg a hatalmat.
Amikor a térségben megnőtt a török befolyás, Kuvait kaza (egy város a környező falvakkal) lett Törökországon belül. Az 1913-as angol-török egyezményben mindkét fél elismerte, hogy Kuvait emírje, Mubarak al-Szabáh egy autonóm kaza ura Kuvaitban és környékén. Az I. világháború végén angol csapatok vonultak be és Kuvaitot protektorátus alatt álló független sejkséggé nyilvánították, így gyakorlatilag a Brit Birodalom része lett. 1922-ben kijelölték Kuvait és Szaúd-Arábia határát, egy 5180 km² nagyságú semleges területet hozott létre a két ország között Kuvait déli határán. Az 1930-as években olajat fedeztek fel, ez ösztönözte a kormányt a nemzetközileg elismert határok pontos meghatározására.

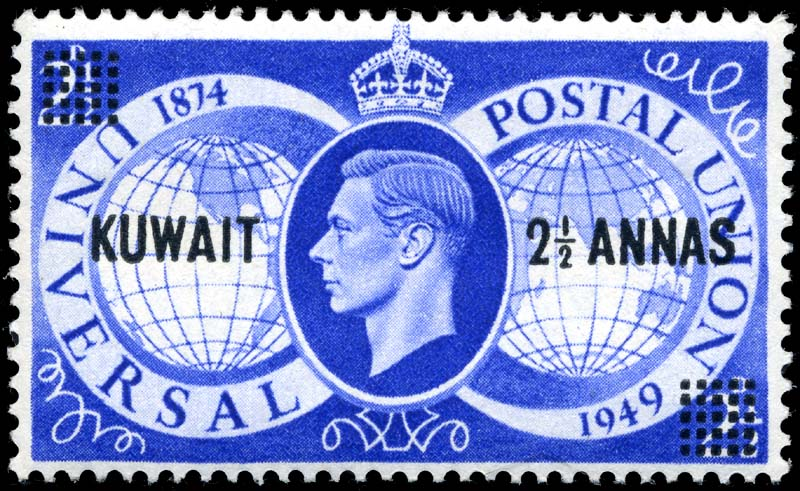
1949-es kibocsájtású kuvaiti 2 1/2 annás postabélyeg VI. György brit uralkodó képmásával. Kuvait 1961-ig brit protektorátus alatt állt.

A Nagy-Britannia és a kuvaiti emír közötti jegyzékváltást követően Kuvait 1961. június 19-én nyerte el függetlenségét. A Reserve Bank of India által kibocsátott öböl-rúpiát a kuvaiti dinár váltotta fel. Nagy olajmezőket fedeztek fel, ez jelentős külföldi tőkebeáramlást váltott ki. Az olajipar növekedése nyomán Kuvait az Arab-félsziget egyik leggazdagabb államává és 1952-re a Perzsa-öböl legnagyobb olajexportőrévé vált. A növekedés szükségessé tette sok külföldi munkás alkalmazását, különösen Egyiptomból és Indiából. A Szaúd-Arábiával fennálló határvitát úgy rendezték, hogy a két ország a semleges övezetben akár szárazföldön, akár tengeren kitermelt olajat egyenlő arányban osztotta fel egymás között.
Azonban röviddel a függetlenség bejelentése után az addigi nyugati orientációval szakító, puccsal hatalomra került iraki Kászim elnök-hadügyminiszter bejelentette, hogy országa igényt tart Kuvait területére, egy 1913-as, aláíratlan, Anglia és Törökország közti szerződésre hivatkozva. Az iraki érdekek érvényesítésének megakadályozására Nagy-Britannia azonnal egy hétezer főből álló katonai csapattestet küldött a miniállam területére, valamint a haditengerészetet is mozgósította („Fölény hadművelet” [Operation Vantage]). A belsőleg instabil, hatalmi torzsalkodástól sújtott Irak nem tudta területigényét érvényesíteni, rövid határvita után 1963. októberében elismerte Kuvait függetlenségét és határait, novemberben pedig a Baasz-párt és korábbi puccsista szövetségesei összefogásával újabb államcsíny döntötte meg Kászim elnök hatalmát, akit rövid időn belül kivégeztek. A britek hamarosan lefújták a riadót, bár 1971-ig megfigyelés alatt tartották a helyzetet, a kuvaiti területek Irak elleni katonai védelmét pedig az Arab Liga vállalta át.
A hetvenes években a kuvaiti kormány államosította az olajipart. 1982-ben Kuvaitban komoly gazdasági válságot okozott az olaj árának csökkenése. A válság nem tartott soká, Kuvait olajtermelése nőtt, pótolni tudta azt a hiányt, amit Irak és Irán termelésének csökkenése váltott ki. Annak oka a két ország közötti háború volt.

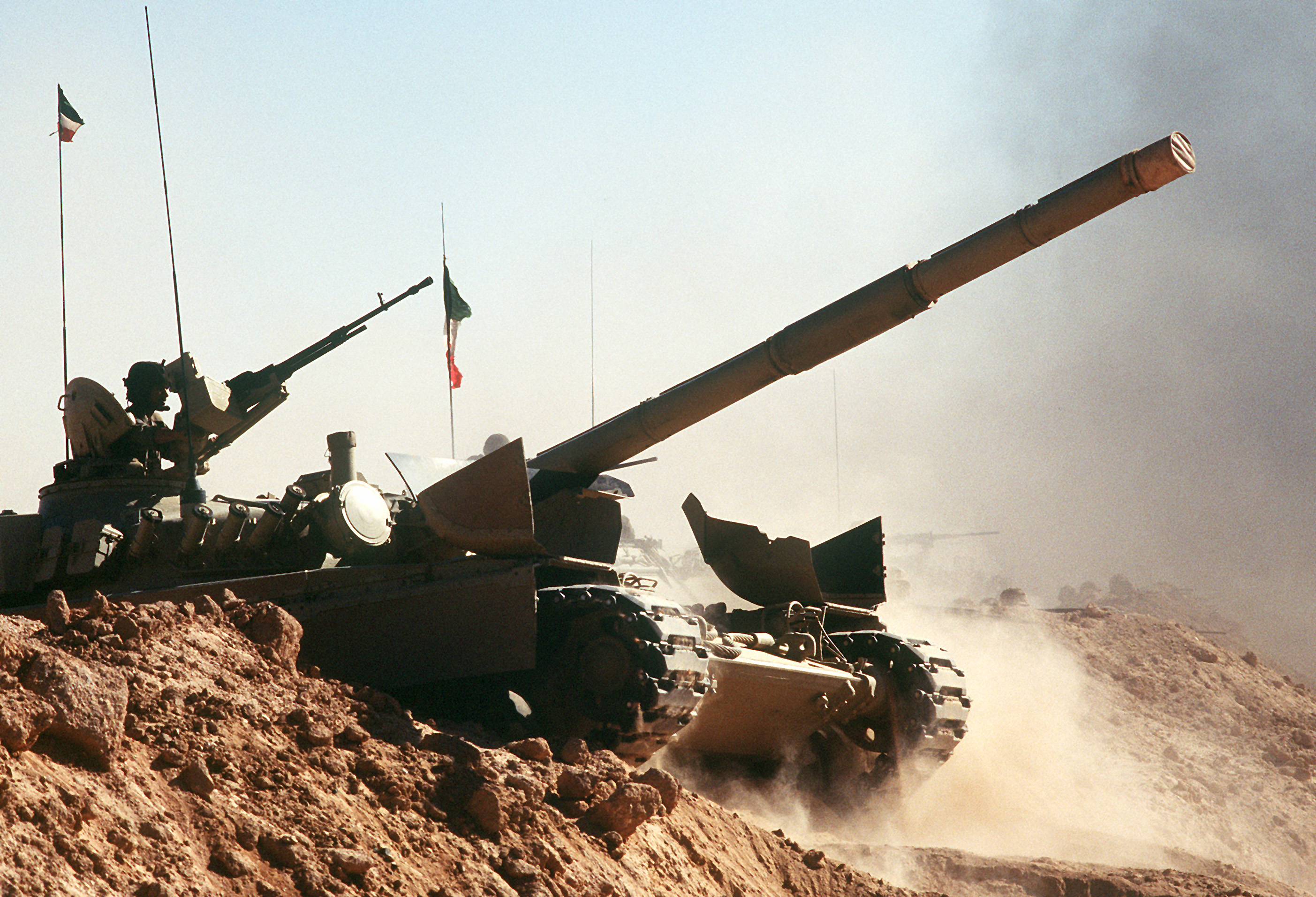
Egy M-84-es tank a Sivatagi Vihar hadműveletben 1991-ben

Kuvait pénzügyileg nagymértékben támogatta Irak Irán elleni nyolcéves háborúját. A háború végére Irak Kuvaittal szemben fennálló tartozása 65 milliárd amerikai dollár volt. Gazdasági háború tört ki a két ország között, amikor Kuvait 40%-kal növelte az olaj kitermelését. A két ország közötti feszültség fokozódott, amikor Irak azt állította, hogy Kuvait ferde fúrásokkal csapolja meg az iraki Rumaila olajmezőt. 1990. augusztus 2-án az iraki csapatok megszállták Kuvaitot. Irak elnöke, Szaddám Huszein letette trónjáról Dzsaber al-Szabah emírt, ezt követően előbb létrehozott egy bábállamot Kuvaiti Köztársaság néven, később pedig annektálta Kuvaitot és Ali Hasszán al-Madzsidot ("Vegyi Ali") nevezte ki a kormányzójává. A diplomáciai lépések kudarca után az Amerikai Egyesült Államok által vezetett, 34 ország részvételével felálló koalíciós hadsereg kiűzte az iraki csapatokat Kuvaitból. Kuvait az iraki megszállás alól 1991. február 26-án szabadult fel teljesen. 
A felszabadításért Kuvait 17 milliárd dollárt fizetett a koalíciónak.

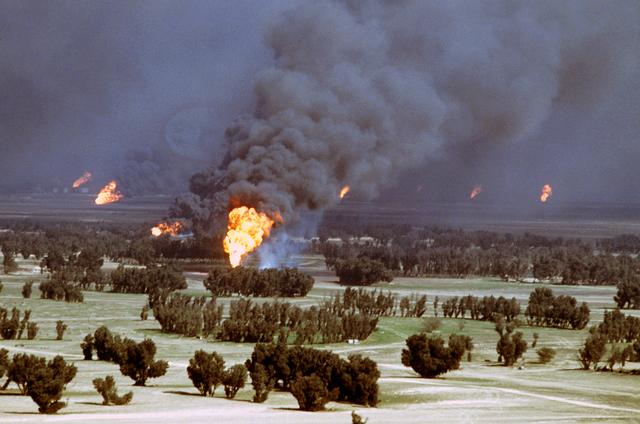
Égő olajkutak az iraki csapatok visszavonulása után

Visszavonulásuk során az iraki csapatok a felperzselt föld taktikáját alkalmazták, megrongáltak 700 olajkutat Kuvaitban, közülük nagyjából 600-at felgyújtottak. Akkoriban úgy becsülték, hogy naponta 5-6 millió hordó olaj ég el. A füst beborította az egész Perzsa-öblöt és egy nagy olajtó keletkezett, amely kiterjedt Kuvait területének 5%-ára. A tóban lévő kőolaj mennyisége 25-50 millió hordó volt. A Perzsa-öbölbe 11 millió hordó folyt el. A tomboló tűzben 96 millió hordó égett el, Kuvait olajkészletének 2%-a. A tüzek kilenc hónapig égtek és Kuvaitnak további két évébe telt, amíg az infrastruktúrát helyreállították és az olajtermelés elérte a háború előtti szintet. Kuvaitban azóta helyreállították az öbölháború társadalmi és gazdasági, környezeti és közegészségügyi következményeit.

## Politika és közigazgatás

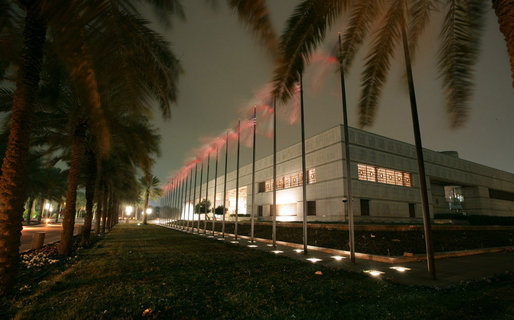
Az ország kormányának székhelye

Az ország államformája monarchia (emirátus), kormányformája alkotmányos monarchia. Írott alkotmányát 1962. november 11-én fogadták el.
Polgári jog az iszlám joggal keverve a magánélet vonatkozásában, nem fogadta el a nemzetközi jogi normákat (ICJ).
Végrehajtó hatalom a sejk által kinevezett kormány.
Választások a csak a népgyűlés tagjaira vannak négy évente, a kormányt a sejk nevezi ki, a sejk posztja pedig öröklődik.
A hatalmi ágak szétválasztása nem valósul meg teljes mértékben, hiszen a kormányt az uralkodó nevezi ki, a választott nemzetgyűlésnek értékelhető jogai nincsenek, az igazságszolgáltatás (Legfelsőbb Bíróság) csak elviekben független.
Az örökös emír kiterjedt végrehajtó jogkörrel rendelkezik.
Az emír választja meg a miniszterelnököt, és a miniszterelnök javaslatára nevezi ki a kabinet minisztereit. Valamennyi miniszterelnök és a legtöbb magas rangú miniszter az uralkodó család tagja volt.
A politikusoknak van némi terük a kormány bírálatára, de azok, akik komolyan megkérdőjelezték az emír tekintélyét, bűnvádi eljárással szembesültek. Több ellenzéki személyt bebörtönöztek a kormányfő elleni 2011-es tüntetéseken.

### Emberi jogok
A Freedom House 2022-es jelentése az országot »részben szabad« kategóriába sorolta.
Az állami hatóságok korlátozzák a polgári szabadságjogokat, ideértve a szólás- és gyülekezési jogot, és az ország nagyszámú, nem állampolgár munkavállalója különös hátrányokkal szembesül.
A kuvaiti törvények büntetést szabnak ki az iszlámot sértő, az emírt kritizáló, titkosnak vagy magánjellegűnek tekintett információkat nyilvánosságra hozó, vagy a rezsim megdöntésére felszólító anyagok közzétételét.
Az LMBT+ emberekkel szembeni társadalmi és jogi diszkrimináció érvényesül.

### Politikai pártok
A politikai pártokat tiltják, ami jelentősen korlátozza a politikai szerveződést, bár a gyakorlatban laza parlamenti tömbök léteznek.

### Közigazgatási beosztás
2020 táján hat kormányzóság van: Al-Aszima (vagy fővárosi kormányzóság), Hawali, al-Farvánijja, Mubarak Al-Kabir, Ahmadi és Dzsahra kormányzóság. A kormányzóságok további területekre oszlanak.

## Népesség

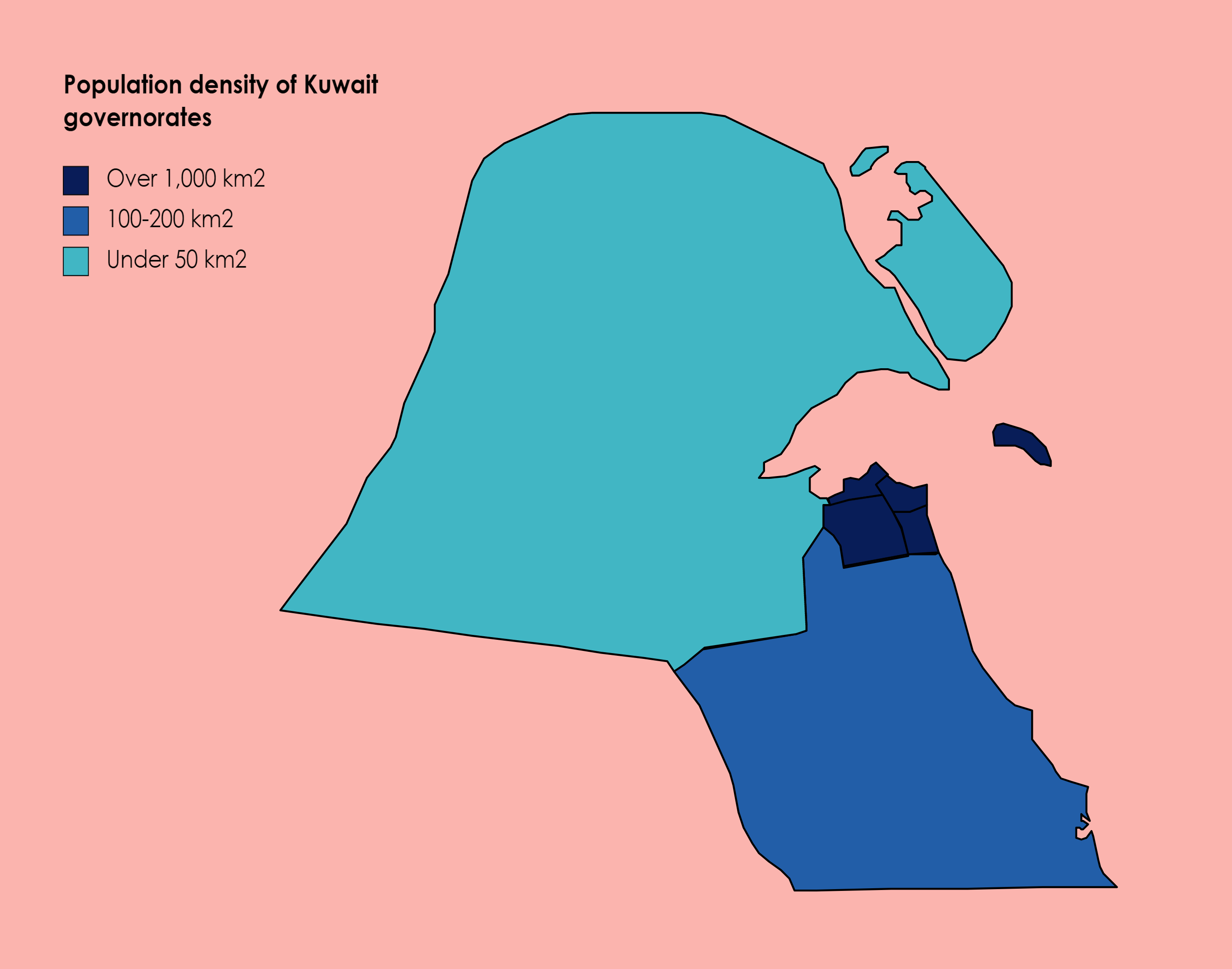
Kuvait népsűrűsége 2014-ben

Az ország lakosságának zöme Kuvaitváros agglomerációjában él.

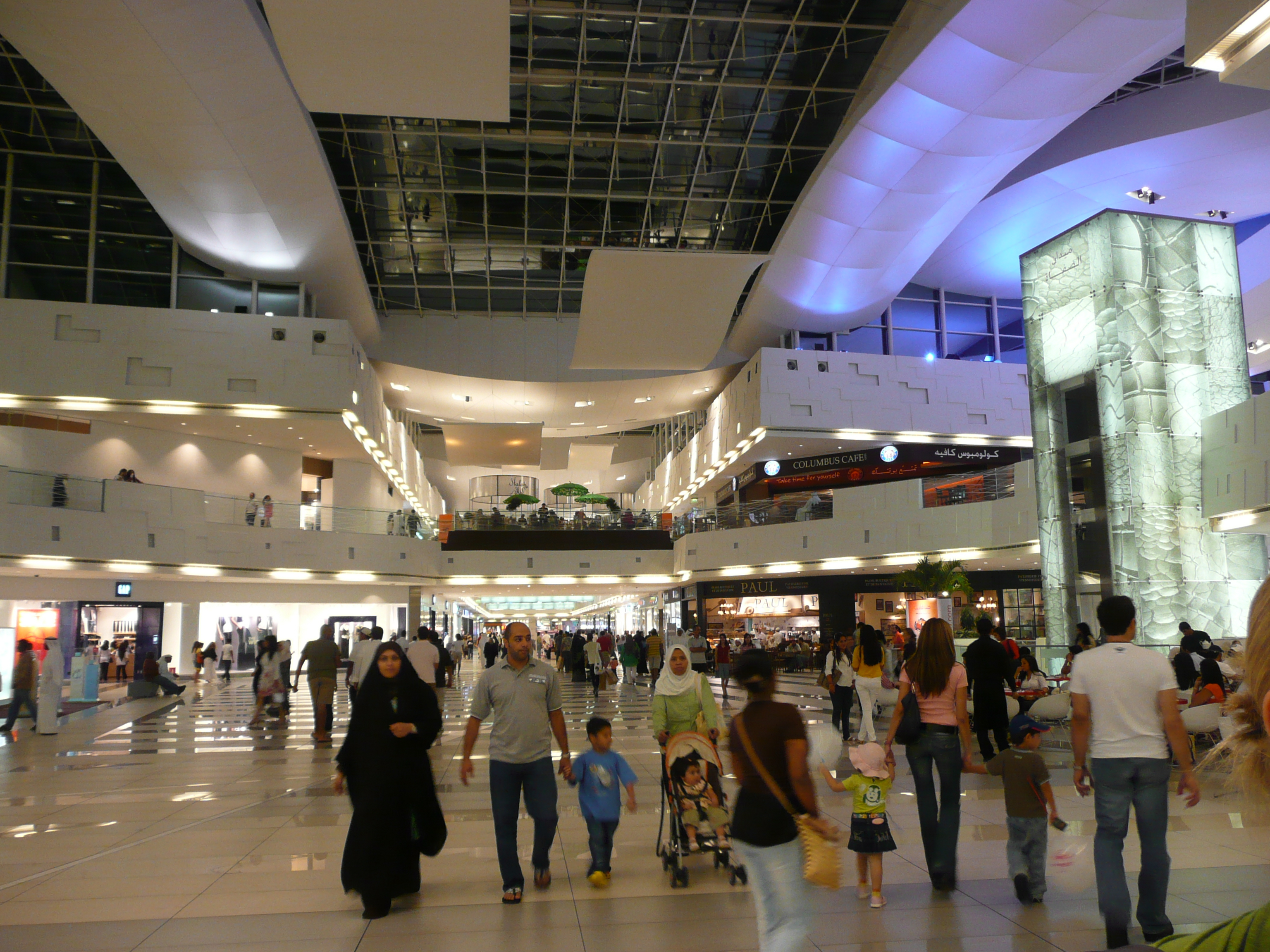
Egy bevásárlóközpont belső utcája

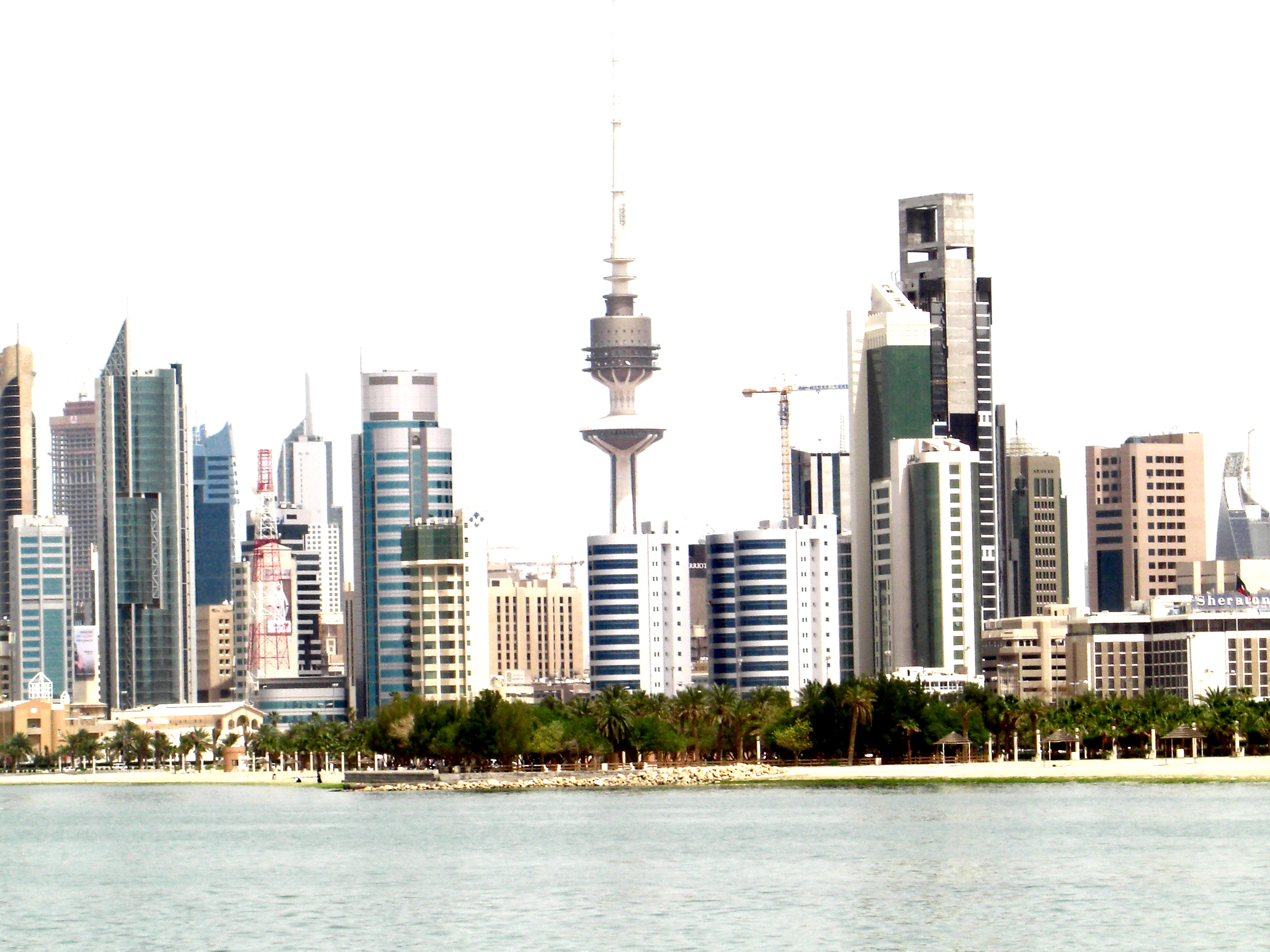
Kuvaitváros központja

### Népességének változása
| Lakosok száma | 2 088 000 | 1 941 000 | 2 213 403 | 2 737 000 | 4 136 528 | 4 600 000 | 4 464 000 |
|               | 1990      | 2000      | 2005      | 2010      | 2017      | 2019      | 2020      |

### Vallási megoszlás
Vallások: a lakosság zöme muszlim: 75-90% (szunnita, síita, vahhabita), a többi egyéb (keresztény, párszi stb.)

### Etnikai megoszlás
2018-ban az etnikai megoszlás: kuvaiti arab: 30.4%, más arab 27.4% (főleg egyiptomi), ázsiai 40.3% (elsősorban indiai), afrikai 1%, egyéb 0.9% (európai, latin-amerikai, ausztrál).
1990-ig nagyszámú (mintegy 400 ezer főt kitevő) palesztin is élt Kuvaitban. A iraki megszállás idején a palesztinok a megszállókat támogatták, a háború után ezért a kormány és a lakosság bosszúból elüldözte őket, így csak pár ezer palesztin maradt továbbra is.[forrás?]

### Nyelvi megoszlás
Nyelvek: arab (hivatalos), az angol széles körben ismert.

## Gazdaság

### Általános adatok

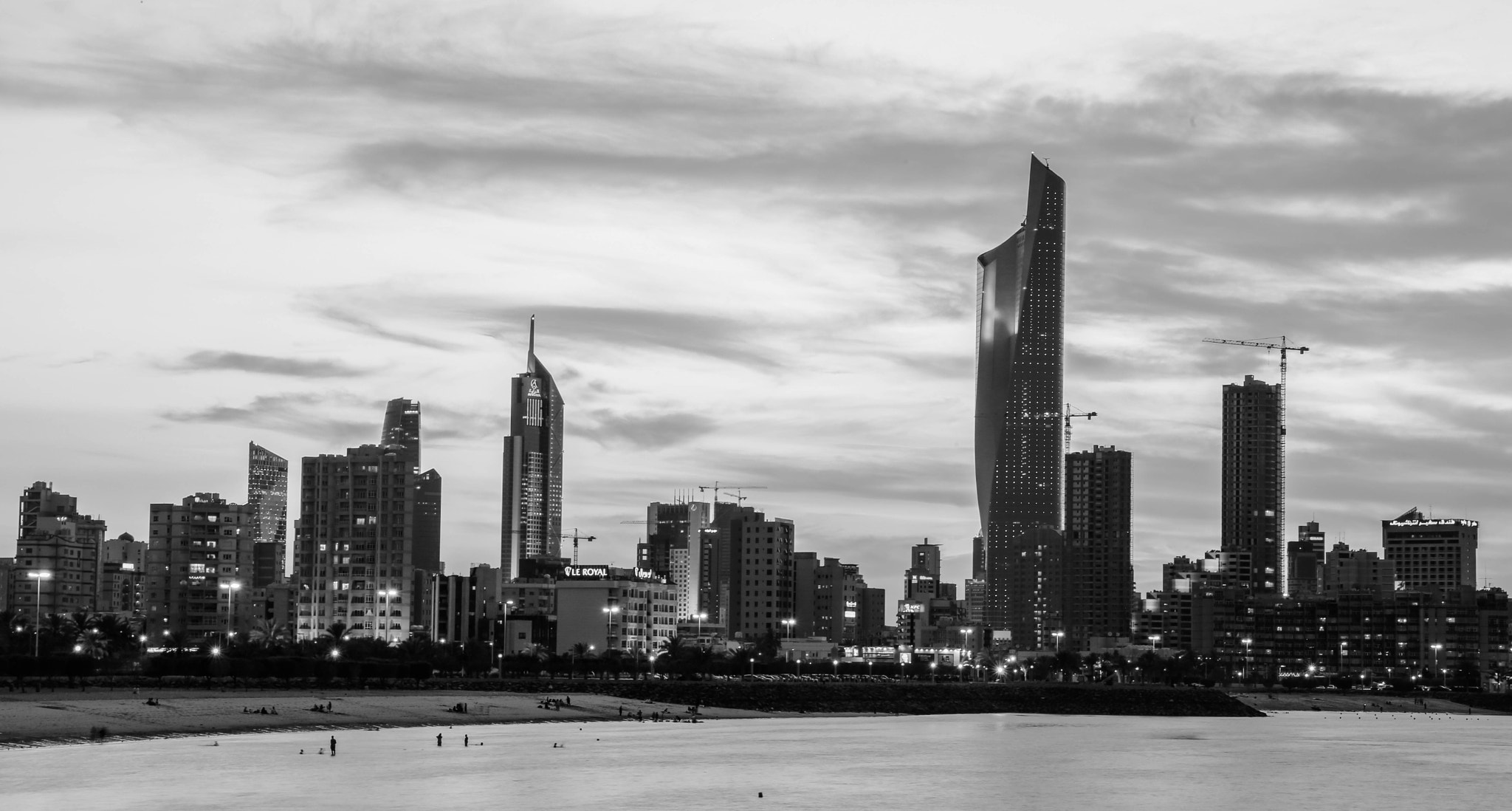
Kuvaitváros; a legmagasabb épület az Al-Hamra torony

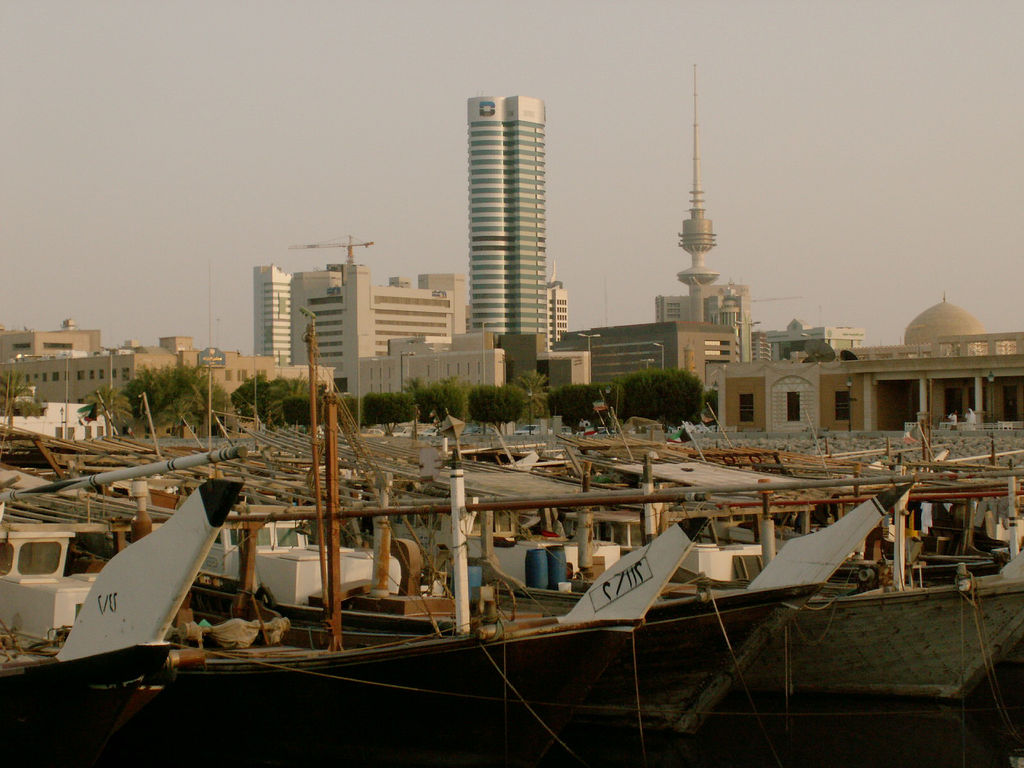
A Burgan Nemzeti Bank épülete (középen) Kuvaitvárosban

Kuvait gazdasága viszonylag nyitott és szabad. A kőolaj a 2010-es évek végén még mindig a GDP több mint felét, az exportbevételek 92% -át és az állami bevételek 90% -át teszi ki. A gazdaság stabilnak nevezhető, hiszen az olajkitermelés, ami a gazdaság gerince, folyamatos. Kisebb bevételi forrás még a halászat. Hivatalos fizetőeszköze a kuvaiti dinár a világ legértékesebb valutája.
- GDP termelési ágak szerinti megoszlása (2017):
  - mezőgazdaság: 0,4%
  - ipar: 58,7%
  - szolgáltatás: 40,9%

### Külkereskedelem
- Exporttermékek: olaj és finomított termékek, műtrágyák.
- Főbb exportpartnerek 2017-ben:[15]  Dél-Korea 18.3%,  Kína 17.4%,  Japán 11.5%,  India 11.2%, Szingapúr 6.3%, USA 5.7%
- Főbb importpartnerek 2017-ben:[15]  Kína 13.5%,  USA 13.3%,  Egyesült Arab Emírségek 9.5%, Szaúd Arábia 5.8%, Németország 5.4%, Japán 5%, India 4.7%
- Import termékek: élelmiszer, építkezési anyagok, járművek és alkatrészek, ruházat.

### Egyéb
Az Öböl Menti Együttműködési Tanács (GCC) tagja. A tervezett új pénznem, az öböl-államokbeli halídzsi bevezetése 2019-ig még nem valósult meg.

### Gazdasági ágazatok

#### Mezőgazdaság
Az ország területének mintegy 1%-a alkalmas mezőgazdasági művelésre. Ez a Wafra és Jahra területeken lehetséges, ahol van némi természetes vízforrás. Gabonaféléket, paradicsomot, dinnyét, retket és uborkát termesztenek. Ez csak olyan kis mennyiségben lehetséges, hogy az ország minden mezőgazdasági terményből behozatalra szorul.

#### Ipar
Kőolajbányászat, kőolajszármazékok előállítása, cementgyártás, hajóépítés és -javítás, élelmiszer előállítás és építkezési termékek előállítása.

#### Az országra jellemző egyéb ágazatok

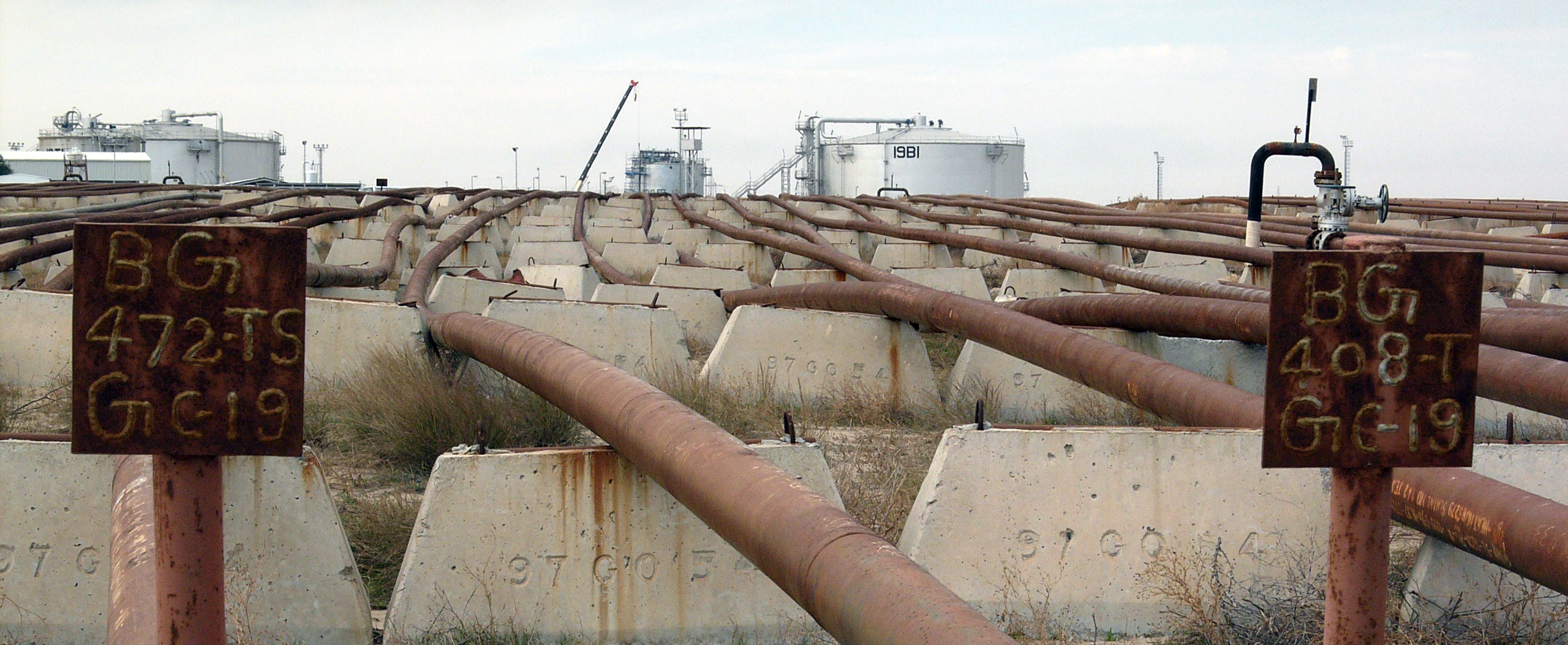
Csővezetékek egy olajmezőn
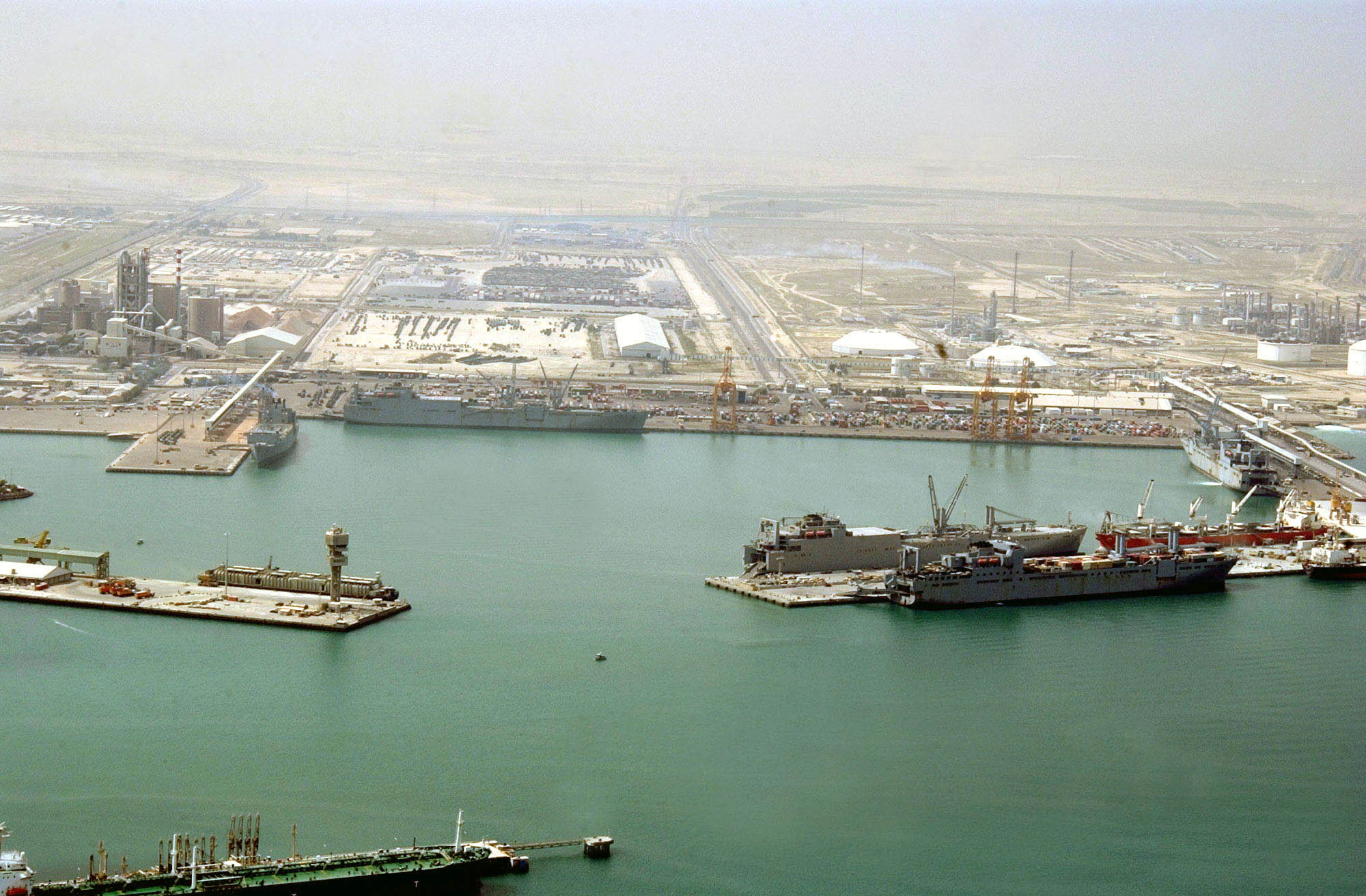
As-Suaibá kikötője
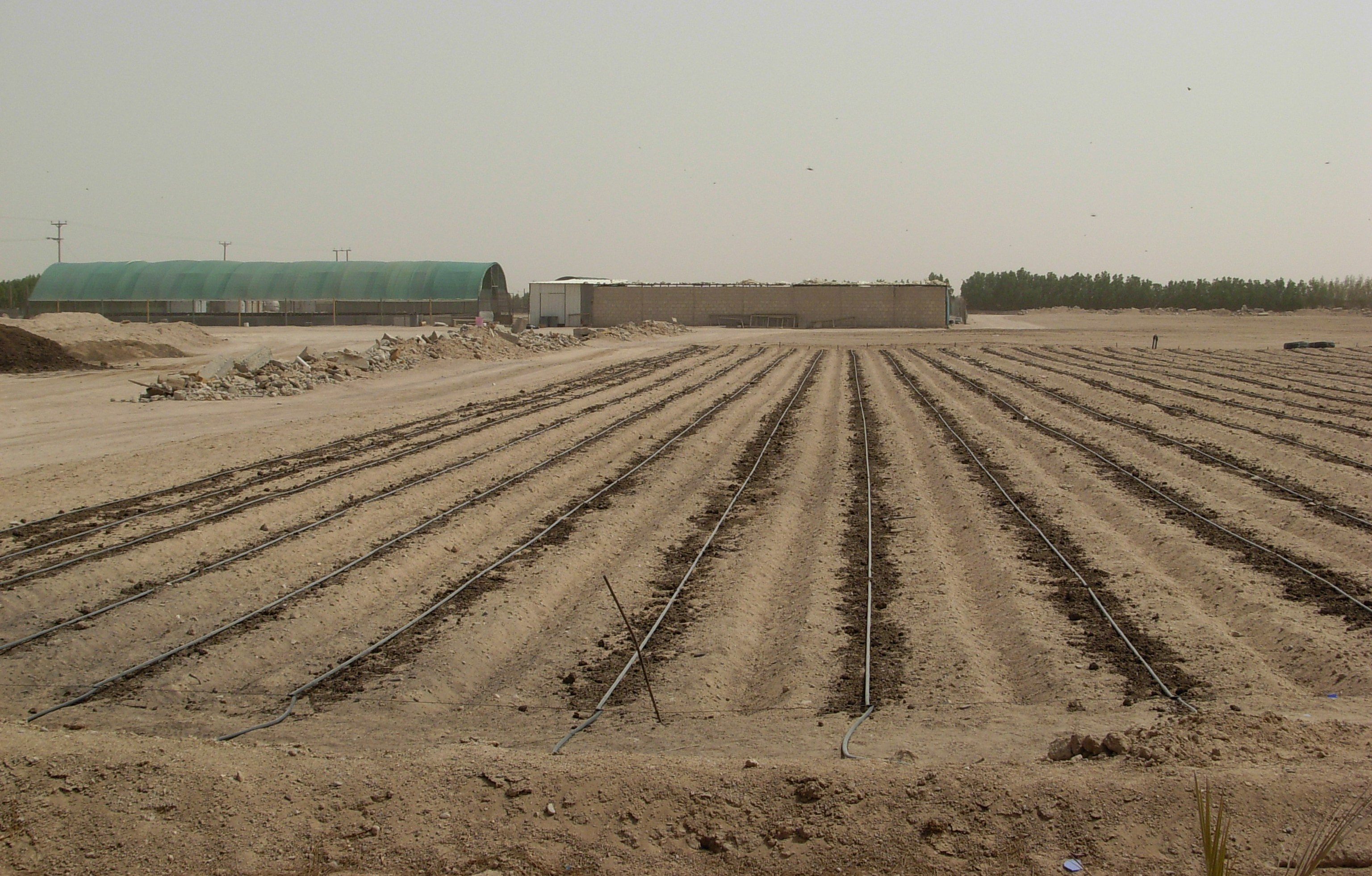
Öntözéses növénytermesztés a sivatagban
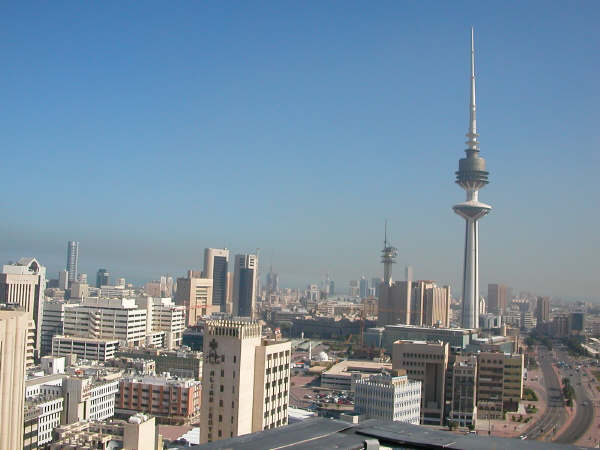
Kuvaitváros a kép jobb szélén a Liberation Tower telekommunikációs toronnyal
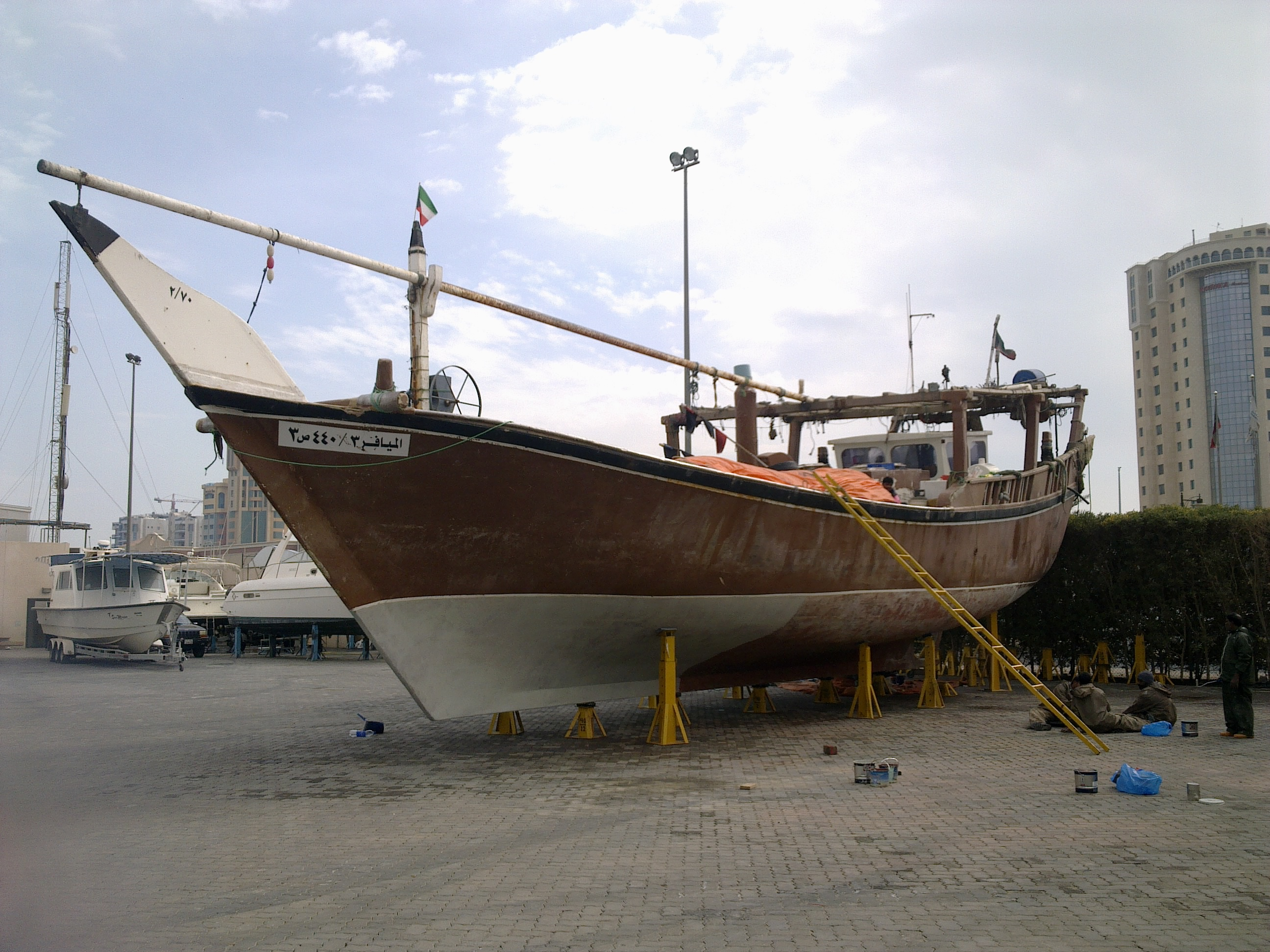
Egy halászhajó felújítás alatt
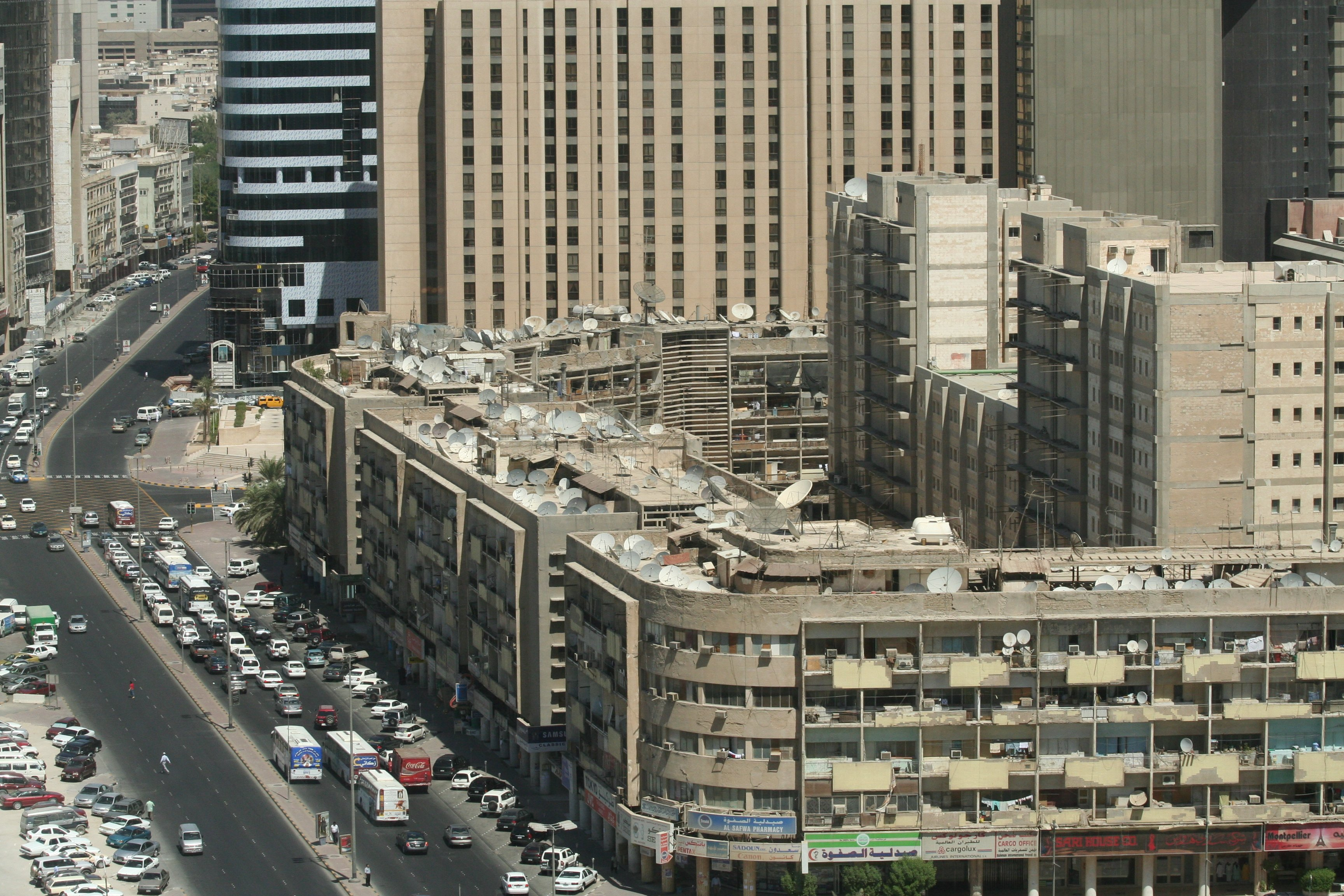
Kuvaitváros egy útja

## Közlekedés

### Szárazföldi
Kuvait egy kiterjedt modern és jól karbantartott autópályával rendelkezik. Az autópályákon a sebességkorlátozás 120 km/h.
A legtöbb útjelző tábla angol és arab nyelvű, bár sok városi utcában nincsenek táblák kihelyezve.
Kuvaitban nincs vasút, a lakosság legnagyobb része autóval közlekedik.

### Légi
A kuvaiti nemzetközi repülőtér Farwaniyah településén található, mintegy 16,5 km-re Kuvaitváros központjától.

### Vízi
Három fő kikötője van, nevezetesen a Shuwaikh, a Shuaiba és a dohai kikötő. A főváros tengerpartján található Shuwaikh kikötő az ország fő kereskedelmi kikötője.

## Telekommunikáció
| Hívójel prefix | 9K |
| ITU zóna       | 39 |
| CQ zóna        | 21 |

## Kultúra

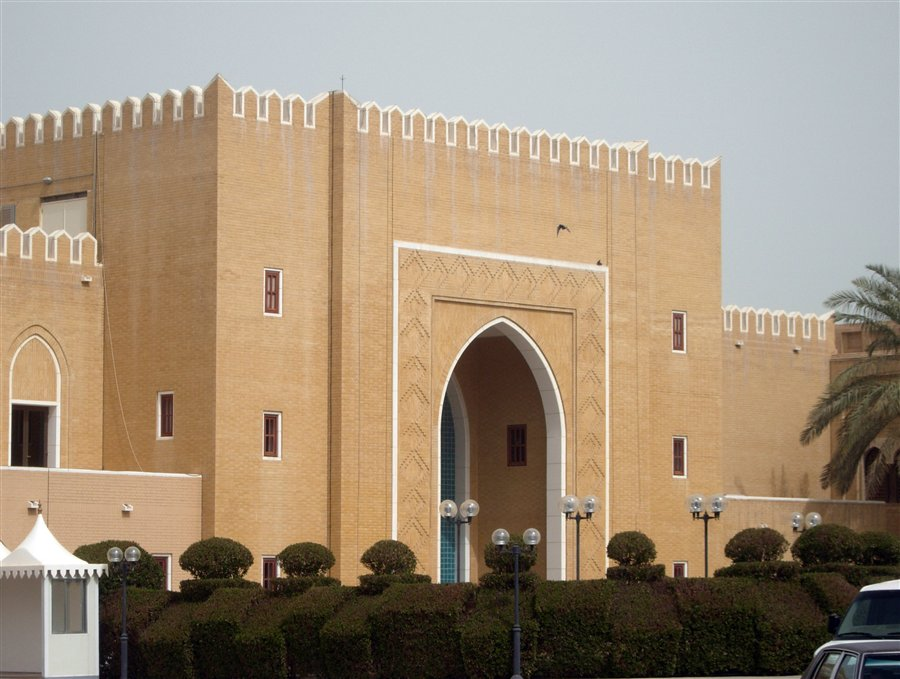
A Seif palota egy része Kuvaitvárosban

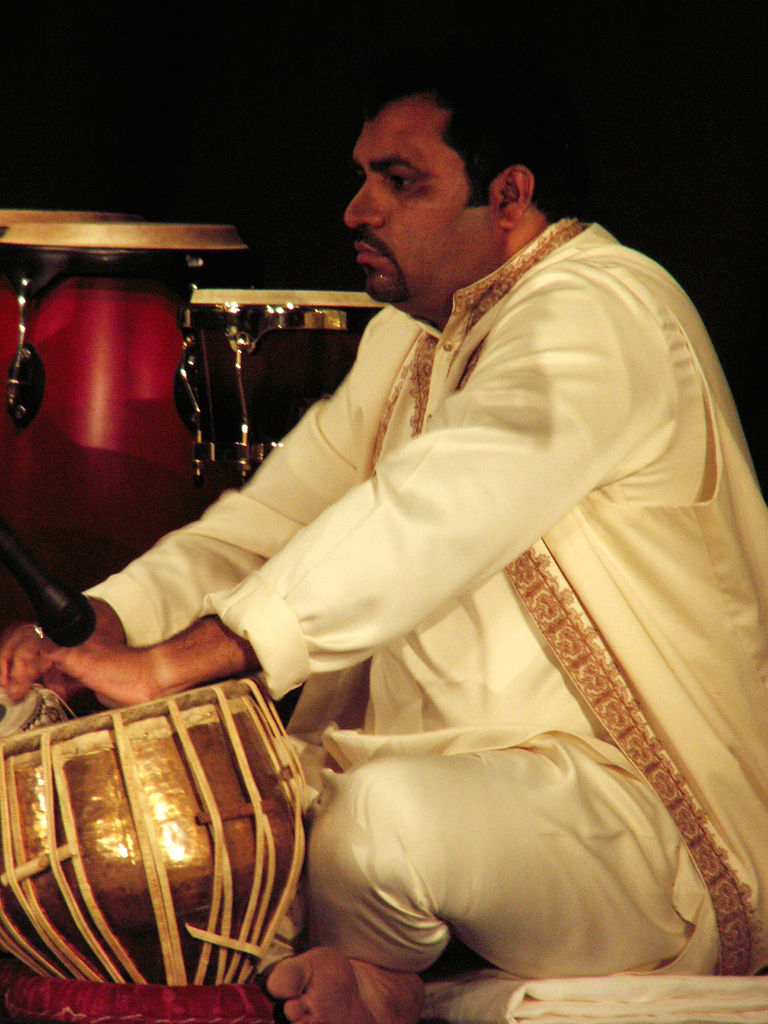
Egy zenész tablán játszik

A kuvaiti populáris kultúra – dialektus költészet, film, színház, televíziós szappanopera formájában – virágzik, sőt, a szomszédos államokba is exportálja a kultúráját. A Perzsa-öböl arab államaiban Kuvait kultúrája a legközelebb Bahrein kultúrájához áll.

### Művészetek
- Az iszlám művészete
- Iszlám építészet
- Arab zene

### Hagyományok, néprajz
Multikulturális

### Gasztronómia
A kuvaiti konyha az arab, perzsa, indiai és mediterrán konyha keveréke. Kiemelkedő étele a machboos (kabsza), a rizs alapú különlegesség, amelyet általában fűszeres rizzsel készítenek, csirkével vagy birkahússal (a sertéshús vallási okok miatt nagyon korlátozott).
A tenger gyümölcsei, de különösen a halak a kuvaiti étrend jelentős részét képezik. A helyi kedvencek a hamour (sügér), amelyet általában grillezve, sütve vagy rizzsel szolgálnak fel, továbbá, a safi (siganus) és a sobaity (keszeg).
A vendégmunkások nagy száma miatt a helyin kívül sok más elérhető konyha létezik az országban.

## Ünnepek
Február 25. Kuvait nemzeti ünnepe

## Lásd még
- Kuvait uralkodóinak listája